# Eduard Hämäläinen
Eduard Hämäläinen (* 21. ledna 1969 v Karagandě, tehdy kazašská část SSSR) je bývalý atlet - vícebojař, který reprezentoval postupně SSSR, poté Bělorusko (1993–1996) a následně Finsko (1997–2001). To odpovídá historii jeho rodiny, protože jeho prarodiče byli roku 1917 deportováni z Finska do Turkestánu. Celou kariéru stál ve stínu soupeřů, jako byl Američan Dan O'Brien nebo Čech Tomáš Dvořák. Jeho největšími úspěchy jsou stříbrné medaile ze světových šampionátů ve Stuttgartu (1993), Göteborgu (1995) i Athénách (1997) a z evropského šampionátu v Budapešti (1998). Bronzovou medaili získal také v sedmiboji na Halovém mistrovství světa v Torontu 1993. Jeho osobní rekord v desetiboji z roku 1994 má hodnotu 8735 bodů.

## Osobní rekordy
- 100 metrů – 10,69 s. (1994)
- 400 metrů – 46,71 s. (1997)
- 1500 metrů – 4:22,0 min. (1987)
- 110 metrů překážek – 13,57 s. (1993)
- Tyč – 530 cm (1993)
- Výška – 211 cm (1994)
- Dálka – 756 cm (1997)
- Koule – 16,74 m (1996)
- Disk – 52,20 m (1994)
- Oštěp – 61,88 m (1993)